# Giuseppe Siri

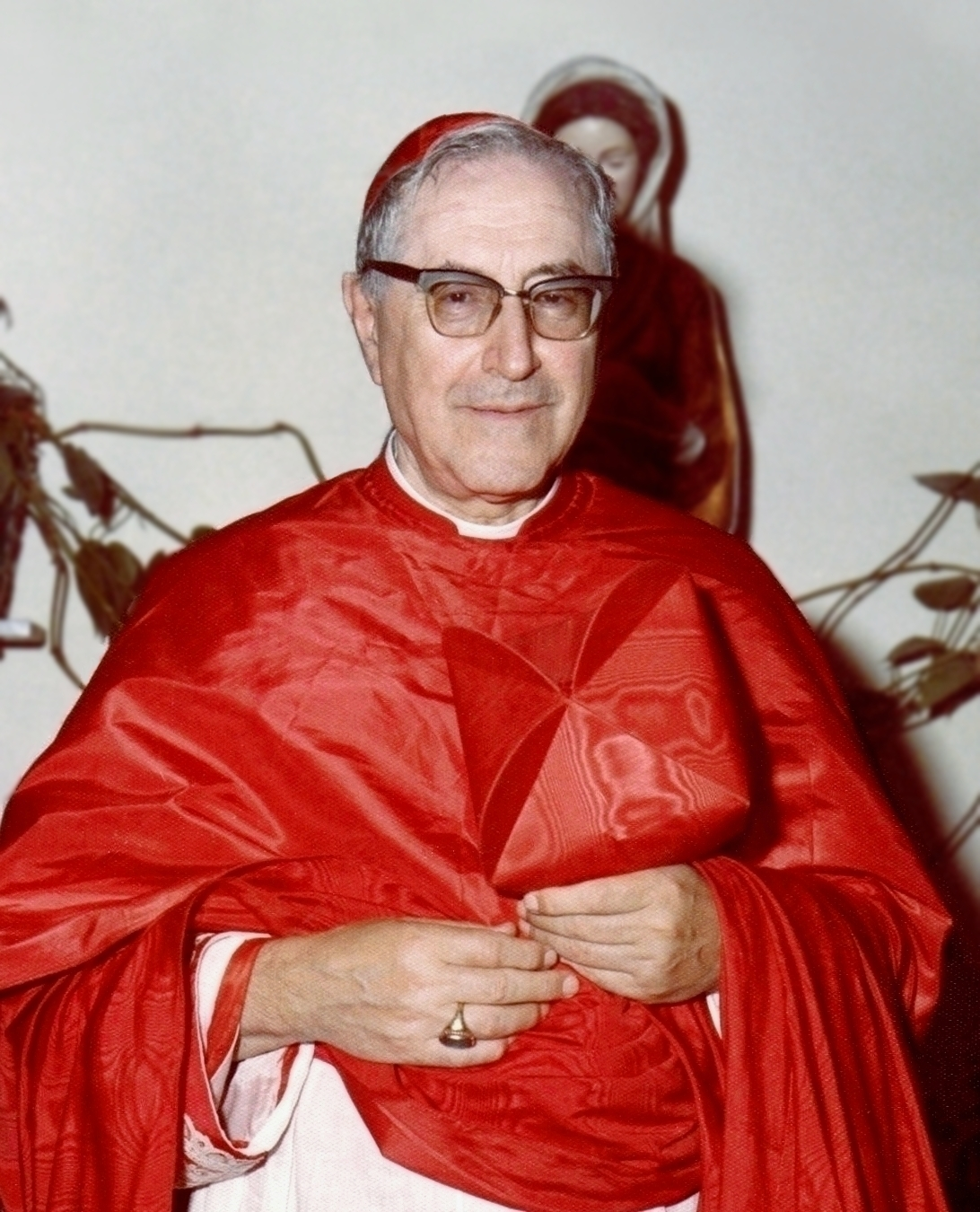
Giuseppe Kardinal Siri (1975)

Wappen des Kardinals Siri

Giuseppe Kardinal Siri (* 20. Mai 1906 in Genua, Italien; † 2. Mai 1989 ebenda) war Erzbischof von Genua und Kardinal. Als einflussreicher Theologe und Kirchenpolitiker war er über Jahrzehnte Wortführer des konservativen Kirchenflügels.

## Leben
Giuseppe Siri wurde am 20. Mai 1906 als Sohn von Nicolò und Giulia Siri in Genua geboren. Nach seiner Schulausbildung in Genua studierte er katholische Theologie an der Päpstlichen Universität Gregoriana in Rom. Am 22. September 1928 empfing er durch Carlo Kardinal Minoretti das Sakrament der Priesterweihe und setzte anschließend seine Studien in Rom bis 1929 fort. Anschließend wirkte der junge Siri als Kaplan in Genua und von 1930 bis 1946 als Dozent für dogmatische Theologie am Priesterseminar des Erzbistums. Bis 1944 unterrichtete er dort auch Seelsorge.
Am 14. März 1944 ernannte ihn Papst Pius XII. zum Titularbischof von Livias und zum Weihbischof im Erzbistum Genua. Die Bischofsweihe spendete ihm Pietro Kardinal Boetto SJ am 7. Mai 1944; Mitkonsekratoren waren Erzbischof Amedeo Casabona und Bischof Francesco Canessa. Am 14. Mai 1946 ernannte ihn Pius XII. zum Nachfolger Boettos als Erzbischof von Genua. Am 12. Januar 1953 nahm ihn Pius XII. in seinem zweiten und letzten Konsistorium als Kardinalpriester mit der Titelkirche Santa Maria della Vittoria in das Kardinalskollegium auf. Kardinal Siri nahm 1958 und 1963 am Konklave teil, bereits bei ersterem galt er möglicher Kandidat für das Papstamt.
Von 1959 bis 1965 war er Vorsitzender der Italienischen Bischofskonferenz. Er war eine der zentralen Figuren des Zweiten Vatikanischen Konzils und vertrat im Coetus Internationalis Patrum unter anderem zusammen mit den Kardinälen Alfredo Ottaviani und Ernesto Ruffini eine konservative Position.
Es gilt als gesichert, dass Siri im ersten wie im zweiten Konklave des Jahres 1978 von den Konservativen als Favorit gehandelt wurde, er aber in den Wahlen zunächst Albino Luciani, einen Monat später dann Karol Wojtyła unterlag.

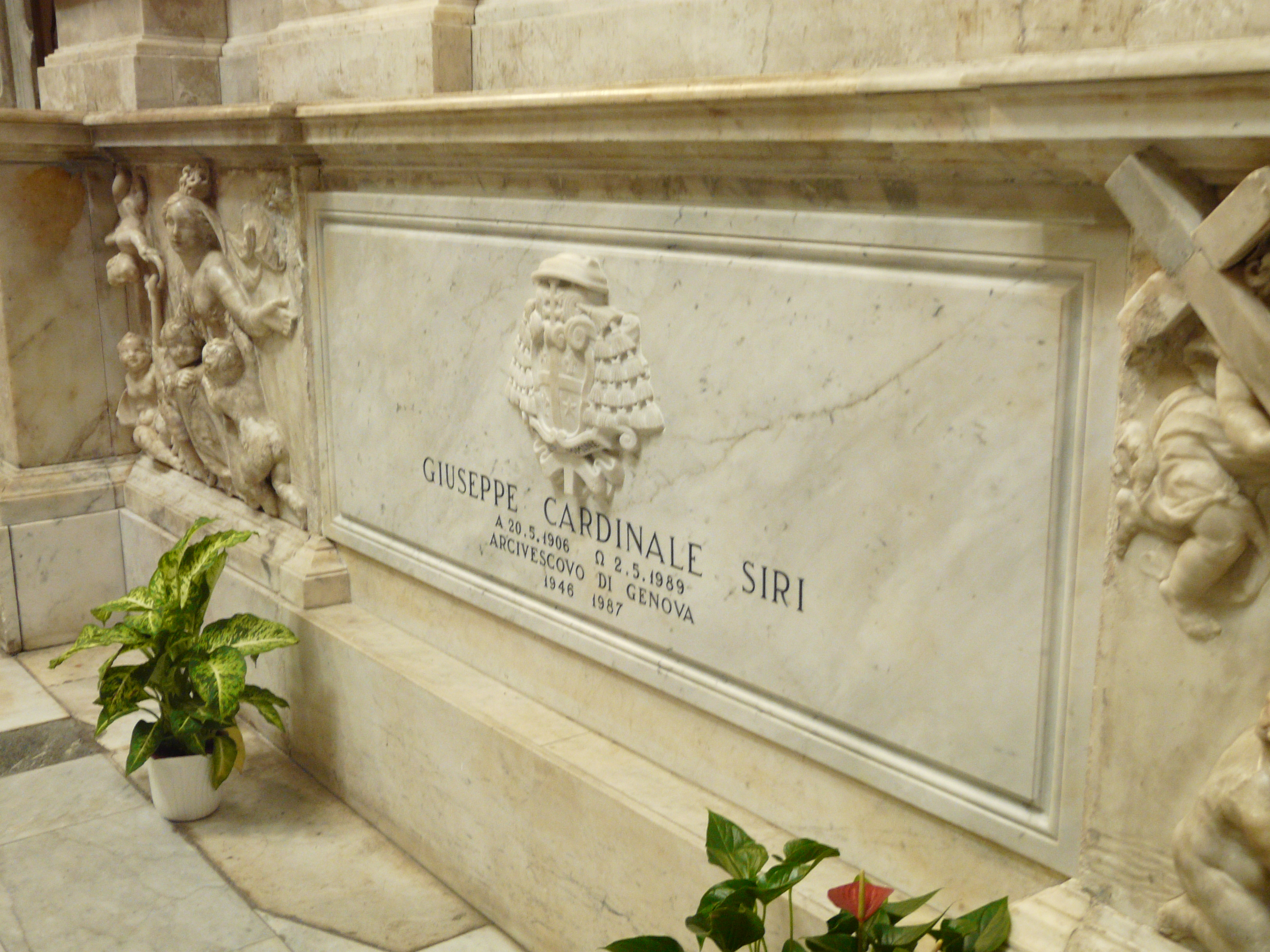
Letzte Ruhestätte in der Kathedrale von Genua

Seine Auseinandersetzung mit der „theologischen Bewegung unserer Zeit“ hinterließ er in seinem auch in deutscher Sprache erschienenen Buch „Gethsemani“ (italienisch 1980, deutsch 1982). Er griff darin namentlich die Theologen Henri de Lubac, Karl Rahner und Jacques Maritain an, warf ihnen Geschichtsfälschung vor und wandte sich gegen eine „historistische Geisteshaltung“ und „absoluten existentiellen Relativismus“ auf der Basis des „Kantischen Betrugs“, gegen „radikale Verfälschung der Offenbarung“ und „pluralistische Auflösung“ des Glaubens an die Inkarnation.
Bis zum Erreichen seines 80. Geburtstags 1986 war er der letzte wahlberechtigte Kardinal, den Papst Pius XII. ernannt hatte. Papst Johannes Paul II. nahm am 6. Juli 1987 Kardinal Siris altersbedingtes Rücktrittsgesuch an.
Giuseppe Siri starb am 2. Mai 1989 in der Villa Campostano in Albaro, einem Stadtteil von Genua, und ist in der Kathedrale San Lorenzo in Genua beigesetzt.

## NS-Fluchthilfe
2002 veröffentlichte der argentinische Journalist Uki Goñi Informationen über die Aktivitäten des Erzbischofs bei der NS-Fluchthilfe, der sogenannten Rattenlinie. Siri unterstützte die päpstliche Hilfskommission Pontificia Commissione di Assistenza (PCA) und gründete das „Nationale Komitee für die Auswanderung nach Argentinien“ sowie das Hilfswerk „Auxilium“, das von Monsignore Carlo Petranovic geleitet wurde. Nach US-Geheimdienstberichten aus dem Jahre 1947, so Uki Goñi, „stand der Erzbischof einer internationalen Organisation vor, deren Ziel es ist, die Emigration antikommunistischer Europäer nach Südamerika zu organisieren. ... Diese allgemeine  Klassifizierung 'Antikommunisten' schließt alle Personen ein, die politische Gegner der Kommunisten  sind, also auch Faschisten, Ustaschen und ähnliche Gruppierungen.“

## Ehrungen
- 1963: Großkreuz des Verdienstordens der Italienischen Republik